# Johannes Berauer

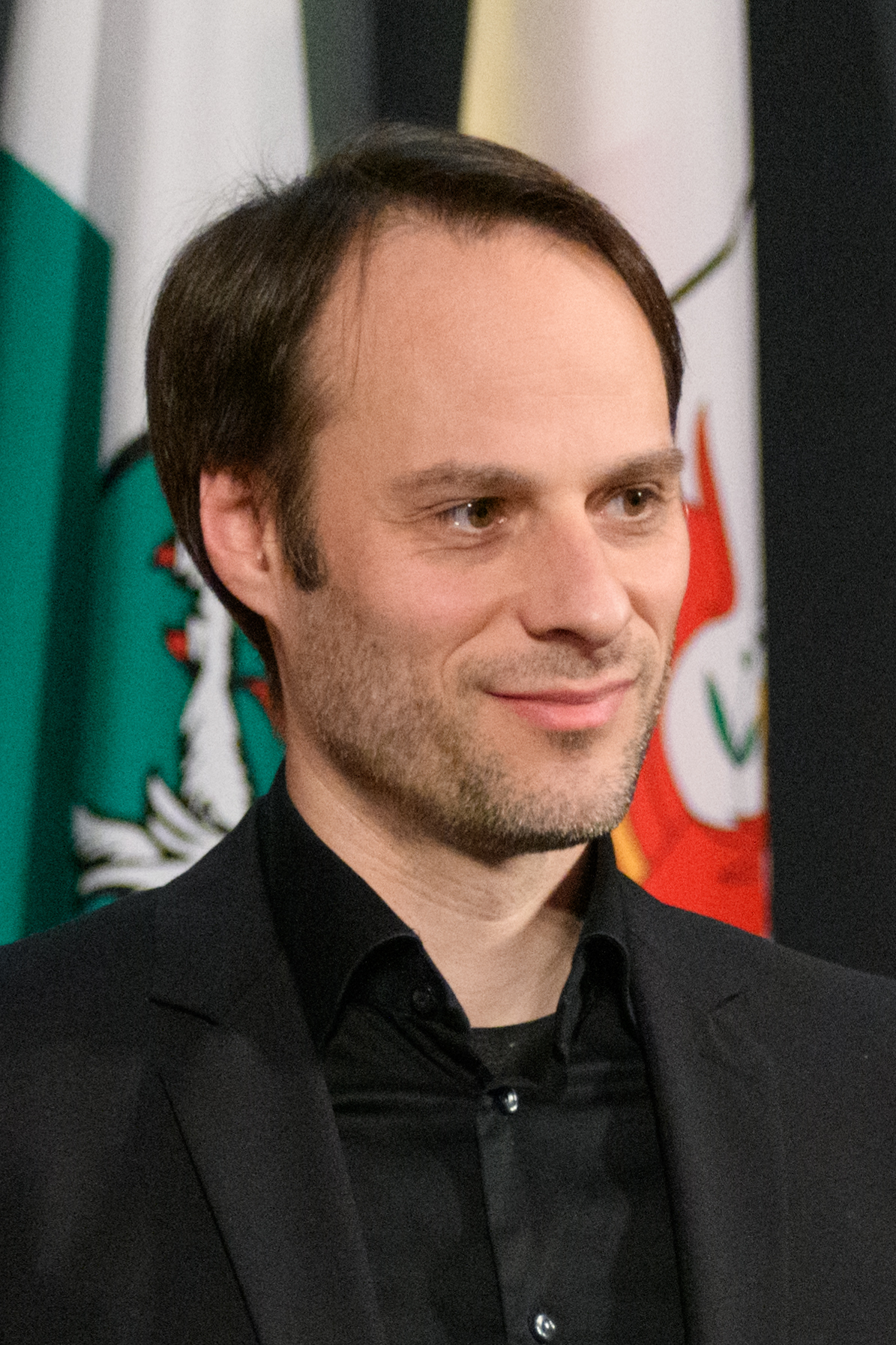
Johannes Berauer (2022)

Johannes Berauer (* 30. Oktober 1979 in Wels) ist ein österreichischer Komponist, Dirigent und Hochschullehrer. Seine Musik versucht die Grenzen von Genres wie klassischer Avantgarde, Jazz und Weltmusik bewusst zu überwinden.

## Leben und Wirken
Johannes Berauer absolvierte von 1999 bis 2004 sein Musikstudium in Komposition und Musiktheorie an der Anton Bruckner Privatuniversität Linz bei Christoph Cech, Gunter Waldek und Helmut Schönleitner. Von 2004 bis 2005 studierte er in Boston am Berklee College of Music bei Ray Santisi Jazzpiano und Komposition, um dann ans dortige New England Conservatory zu wechseln, wo ihn bis zum Jahr 2007 Bob Brookmeyer und Lee Hyla betreuten.
Sein Projekt The Vienna Chamber Diaries versucht eine Synthese aus klassischer Kammermusik und Jazz; für dessen Einspielung konnte er klassische Musiker ebenso wie die Jazzmusiker Gwilym Simcock, Wolfgang Muthspiel, Omer Klein und Klaus Gesing gewinnen. In seinem Projekt Hourglass ließ er seine grenzüberschreitende Musik alleine durch eine Jazz-Combo aufführen.
Berauer erhielt Kompositionsaufträge vom Wiener Musikverein, vom Konzerthaus Wien, von der Linzer Klangwolke oder vom Bruckner Orchester Linz unter Dennis Russell Davies.  Er trat auf Festivals wie dem Cheltenham Music Festival, dem Cully Jazz Festival, der Ars Electronica oder dem Brucknerfest auf. Er dirigierte Reinhold Schmölzers Orchest•ra•conteur, das Scottish Chamber Orchestra sowie (anlässlich seines Stummfilmprojekts King of Ghost) das London Philharmonic Orchestra in der Queen Elizabeth Hall.
Weiterhin arrangierte er für Anouar Brahem auf den Alben Souvenance und Blue Maqams. Interpreten von Berauers Musik und Arrangements sind auch das Shanghai Symphony Orchestra, das Tallinn Chamber Orchestra, das Orquestra Gulbenkian, das Orchestre National Bordeaux Aquitaine, das Orchestre National d’Île-de-France, das Tonkünstler-Orchester Niederösterreich, das Symphonieorchester Vorarlberg, das Jazzorchester Vorarlberg, das  Wiener Kammerorchester, das Juniper Chamber Orchestra Perth, Camerata New York, das Eggner Trio und Künstler wie Benjamin Schmid, Friedrich Kleinhapl, Paul Gulda sowie Willi Resetarits.
Berauer lehrte an der Musikuniversität Graz und an der Musikuniversität Wien. Seit dem Jahr 2015 ist er Professor für Jazzkomposition am Konservatorium Klagenfurt.

## Preise und Auszeichnungen

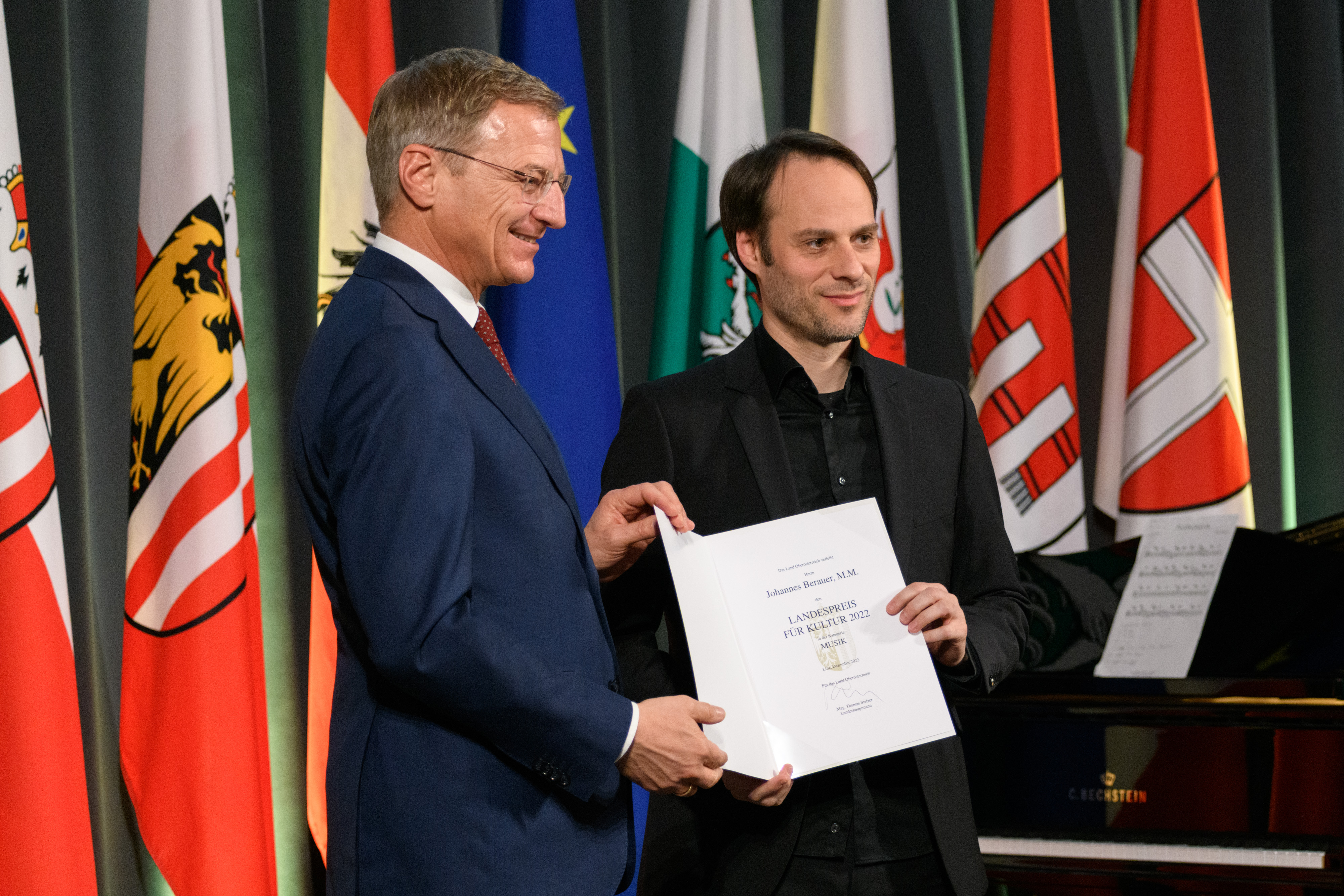
Verleihung des oö. Landespreises für Kultur 2022 durch Landeshauptmann Thomas Stelzer

- 2000: Erster Preis beim Gustav-Mahler-Kompositionswettbewerb
- 2005: Herb Pomeroy Award
- 2010: Sieger des italienischen Wettbewerbs Scrivere in Jazz
- 2013: Österreichisches Staatsstipendium für Komposition.
- 2022: Kulturpreis des Landes Oberösterreich für Musik[2][3]

## Werke (Auswahl)

### Ensemblemusik
- Lebenszeichen – Konzert für Jazzband (2000)[4]
- Geschwindigkeiten aus fünf Perspektiven – für Quartett (2001)[4]
- Dienstags Am Balkan – für Sextett (2003/2008)[4]
- Doors Won’t Open – für Big Band (2005)[4]
- A Place to Go – für Oktett (2006)[4]
- Above & Below – für Oktett (2007)[4]
- Kliknu Vila – für Big Band (2010)[4]
- Epicycles – für Sextett (2012)[4]
- Alchemy of Happiness – für Oktett (2012)[4]
- Das Große Gemetzel – für Blechbläserquintett (2013)[4]
- Pas des trois – für Trio (2014)[4]
- Fanfare für Bläser – für Bläseroktett (2015)[4]
- Trane’s Mode on the Road – für Ensemble (2015)[4]
- Zwischen den Zeilen – Für Holzbläseroktett und PerKussion (2016)[4]
- Spuren im Schnee – Für Violoncello, Klavier, Kontrabass und Akkordeon (2017)[4]
- Double Dialogue – Für Violine, Klarinette, Fagott und Klavier (2018)[4]
- Soul Inversions – Für Violine, Violoncello, Akkordeon und Klavier (2019)[4]
- The Last Party – Für Klarinette, Violine, Violoncello und Klavier (2020)[4]

### Orchestermusik
- Checkpoints – Konzert für Violine und Kammerorchester (2000)[4]
- Face to Face – für Blasorchester (2004)[4]
- Boston Rhapsody – für Orchester, Kammerorchester/Ensemble (2005)[4]
- Three Movements for Strings – für Orchester, Streichorchester, Kammerorchester/Ensemble (2006)[4]
- Perpetuum Sonnenwind – für Jazz-Orchester (2008)[4]
- Die längste Brücke der Welt – für Blasorchester (2009)[4]
- Echoes of the Miraculous – Für großes Orchester (2011)[4]
- King of Ghosts – für Sarod, Perkussion und Kammerorchester (2014)[4]
- Beethoven Relief – für großes Orchester (2016)[4]
- Licht & Schatten – Für Sopransaxophon und 18 Streicher (2016)[4]

### Solomusik
- 12 Miniaturen – für Flöte (2005)[4]
- 2 Miniaturen – für Violine (2005)[4]
- Fantasie – für Flöte Solo (2008)[4]
- But the Birds Still Sing – für Klavier (2010)[4]
- Des Kaisers Neue Kleider – für Flöte (2010)[4]
- Three Chants – für Violoncello (2011)[4]
- Variationen über das Wunderbare – für Klavier solo (2011)[4]
- Artful Musical Moments – für Klavier (2011)[4]
- Contemplations –  für Hackbrett (2015)[4]

## Diskographie
- Johannes Berauer Tiny Orchestra: A Place to Go (Cracked Anegg Records 2008, mit Ben Roseth, Jon Bean, Dan Rosenthal, Adam Dotson, Cory Pesaturo, Dov Manski, Haggai Cohen-Milo, Sean Hutchinson)
- The Vienna Chamber Diaries (Material Records 2013)[5]
- Matthias Bartolomey, Clemens Zeilinger: Previn, Schostakowitsch Sonaten, Berauer Passacaglia (ARS Produktion 2014)
- Soumik Datta / City of London Sinfonia: King of Ghosts (Globe Music 2018)
- Vienna Chamber Diaries Vol. 2 (Lotus 2018)[6]
- Hourglass (Basho 2018, mit Gwilym Simcock, Mike Walker, Thomas Gould, Martin Berauer, Bernhard Schimpelsberger)[7]